# Sălcioara, Prahova
Sălcioara (în trecut, Păcăloaia) este un sat în comuna Podenii Noi din județul Prahova, Muntenia, România.